# Stazione di Conflans-Fin d'Oise
Conflans - Fin d'Oise è una stazione ferroviaria della città francese di Conflans-Sainte-Honorine (dipartimento degli Yvelines).
La stazione è servita dalla RER A, lungo il ramo di Cergy A3, e dalla rete ferroviaria Transilien L e J.
Il suo nome deriva dalla confluenza (Conflans) della Senna e dell'Oise vicino.

## Corrispondenze
- Conflans: 14, 17.
- Boucle de la Seine: 11, 12, 16.
- Noctilien: N152.